# Togoperla tricolor
Togoperla tricolor és una espècie d'insecte plecòpter pertanyent a la família dels pèrlids.

## Descripció
- Els adults són, generalment, de color marró fosc (incloent-hi el cap, el pronot i les ales).
- Les ales anteriors del mascle fan al voltant de 22 mm de llargària i les de les femelles entre 25 i 32.[5]

## Reproducció
Els ous fan 0,44-0,47 mm de llargada i 0,31-0,32 d'amplada.

## Distribució geogràfica
Es troba a l'est de la Xina, incloent-hi Jiangxi i Fujian.